# 开府仪同三司
开府仪同三司，官名。开府，指以自己的名义自置幕府與幕僚部屬的行为。得授仪同三司加号者可以得到与三公一样之待遇。开府仪同三司一般是魏晉至元朝時，朝廷對有功大臣功勞的重賜。

## 沿革
开府，始于汉朝，唯三公（东汉指司徒、司马、司空）、大将军、骠骑将军、卫将军等位同公的将军可以开幕府。
东汉，有仪同三司的加号，得授者可以得到与三公一样的仪卫、待遇。魏晋以后，将军开府者甚多，称开府仪同三司。投降曹魏的黃權首次獲得开府仪同三司這個稱呼。
南北朝后期，分化为开府仪同三司、仪同三司两者，皆得开府置官署，后来又进而分为上开府仪同大将军、开府仪同大将军、上仪同大将军、仪同大将军四种。
隋唐为文散官、從一品。北宋元丰改制，改使相为开府仪同三司。元朝时沿置。明朝废。